# وحدة الأمن الخاص (السعودية)
وحدة الأمن الخاص أو وحدة الصقور هي قوات خاصة تابعة للإستخبارات العامة، تم تدشينها في معهد رئاسة الاستخبارات في المزاحمية عام 2010، بحضور رئيس الاستخبارات العامة الأمير مقرن بن عبدالعزيز، وكبار المسؤولين بالرئاسة، وكبار القادة العسكريين والأمنيين من بينهم الأمير اللواء الركن خالد بن بندر بن عبد العزيز نائب قائد القوات البرية، والأمير اللواء فهد بن تركي بن عبد العزيز قائد وحدات الأمن الخاص والمظليين واللواء الركن سعد الماجد قائد قوات أمن المنشآت بوزارة الداخلية.

## التدشين
قدمت وحدة الصقور عرض أمام رئيس الاستخبارات العامة الأمير مقرن بن عبدالعزيز، وكبار المسؤولين بالرئاسة، وقادة القطاعات العسكرية والأمنية حيث قدمت شعبة مكافحة الإرهاب في جهاز الاستخبارات، مهارات جديدة، في التصدي للعمل الإرهابي المستجد، شملت فريق القناصة، وتخليص الرهائن، ومكافحة مجموعات إرهابية، وعمليات اختطاف موكب لشخصية مهمة، وشاركت بفاعلية طائرات تابعة للقوات المسلحة في تمرين قوة الأمن الخاص. وشمل العرض أيضا فرضية اقتحام مبنى يتحصن بداخله عدد من الإرهابيين، حيث تم اقتحام المبنى، واعتقال المجموعة الإرهابية، والتصدي كذلك لمجموعة إرهابية حاولت تقديم دعم للإرهابيين، وذلك بمشاركة طائرات للقوات المسلحة، تحمل مجموعات من القناصين وأجهزة استطلاع محمولة جوا. وتتضمن إستراتيجية مكافحة الإرهاب تدريب أفراد قوة الأمن الخاص، التابعة لرئاسة الاستخبارات العامة على برنامج حماية الطائرات وبرنامج القيادة التخلصية، وتجهيز مقر الوحدة بقرية تدريبية لمكافحة الإرهاب.